# Назогастральна інтубація

Назогастральна інтубація

Назогастральна інтубація — медична процедура, яка передбачає введення пластикової трубки (назогастрального зонда або НГ-трубки) крізь ніс, вниз стравоходом і далі у шлунок. Орогастральна інтубація — подібна дія, що стосується введення пластикової трубки (орогастрального зонда), але крізь рот. Авраам Луї Левін винайшов НГ-трубку. Назогастральний зонд також відомий як зонд Райла в країнах Співдружності на честь Джона Альфреда Райла.[джерело?]

## Використання
Назогастральний зонд використовується для годування та введення ліків чи інших пероральних засобів, як-от активоване вугілля. Для ліків і найменших кількостей рідини, застосовується шприц для введення в трубку. Для безперервного годування використовується гравітаційна система, коли розчин розміщується вище живота пацієнта. Якщо для годування потрібен нагляд, трубку часто приєднують до електронного насоса, який може керувати та вимірювати споживання хворим, і сповістити про будь-яку перерву в годуванні. Назогастральні зонди також можна застосовувати як допоміжний засіб для лікування небезпечних для життя розладів харчової поведінки, особливо якщо пацієнт не дотримується режиму харчування. У таких випадках назогастральний зонд може бути вставлений силою для годування проти волі недужого, під обмеженням. Така практика може бути дуже неприємною як для пацієнтів, так і для медичного персоналу.
Назогастральна аспірація (відсмоктування) — це процедура дренування вмісту шлунку крізь трубку. Назогастральна аспірація здебільшого використовується для видалення шлунково-кишкового секрету та заковтнутого повітря у хворих із шлунково-кишковою непрохідністю. Назогастральну аспірацію також можна застосовувати у разі отруєння, коли ймовірно була проковтнута токсична рідина, для підготовки перед операцією під анестезією та заради вилучення зразків шлункової рідини для дослідження.
Якщо трубку треба використовувати для безперервного дренажу, її зазвичай приєднують до колекторного мішка, розміщеного нижче рівня живота пацієнта; сила тяжіння випорожнює вміст шлунку. Його також можна приєднати до системи відсмоктування, однак цей спосіб часто обмежується надзвичайними ситуаціями, оскільки постійне відсмоктування може легко пошкодити слизову оболонку шлунку. У простіших становищах часто застосовують почергове відсмоктування, що дає переваги відсмоктування без небажаних наслідків пошкодження слизової оболонки шлунку.
Аспіраційний дренаж також застосовується для недужих, котрі перенесли пневмоектомію, щоби запобігти блюванню, пов’язаному з анестезією, і можливій аспірації будь-якого вмісту шлунку. Така аспірація представлятиме серйозний ризик ускладнень для хворих, які одужують після цієї операції.

## Види

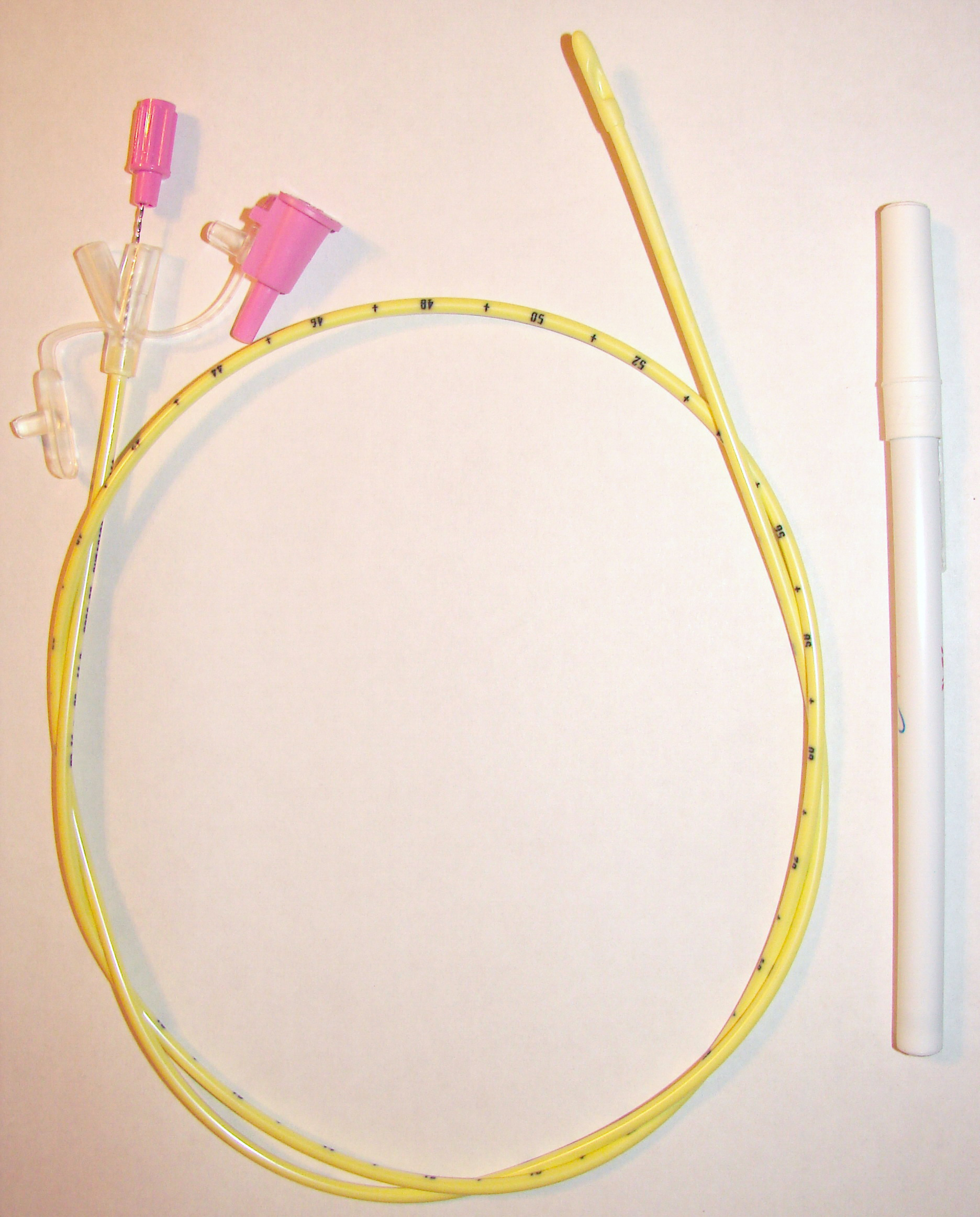
Поліуретанова трубка NG (Viasys Corflo), 8 Fr × 36 дюймів (91 см). Ця тонка трубка підходить для тривалого використання (до 4 тижнів).

Типи назогастральних зондів охоплюють:
- Катетер Левіна, який являє собою одно-просвітну назогастральну трубку невеликого діаметра. Вона більше підходить для введення ліків або харчування.[4]

- Катетер Salem Sump, який являє собою трубку NG великого діаметра з подвійним просвітом. Це забезпечує відсмоктування крізь один просвіт та провітрювання крізь інший, щоби зменшити від'ємний тиск і запобігти втягуванню слизової оболонки шлунка в катетер.[5]

- Трубка Добгоффа, яка є назогастральною трубкою з невеликим отвором з вантажем на кінці, який тягне її під дією сили тяжіння впродовж введення. Назва «Dobhoff» прив'язана до її винахідників, хірургів доктора Роберта Доббі та доктора Джеймса Гоффмейстера, які розробили трубку 1975 року.[6]

## Спосіб застосування
Перш ніж вставити трубку NG, її потрібно виміряти від кінчика носа пацієнта, обвести навколо вуха, а 

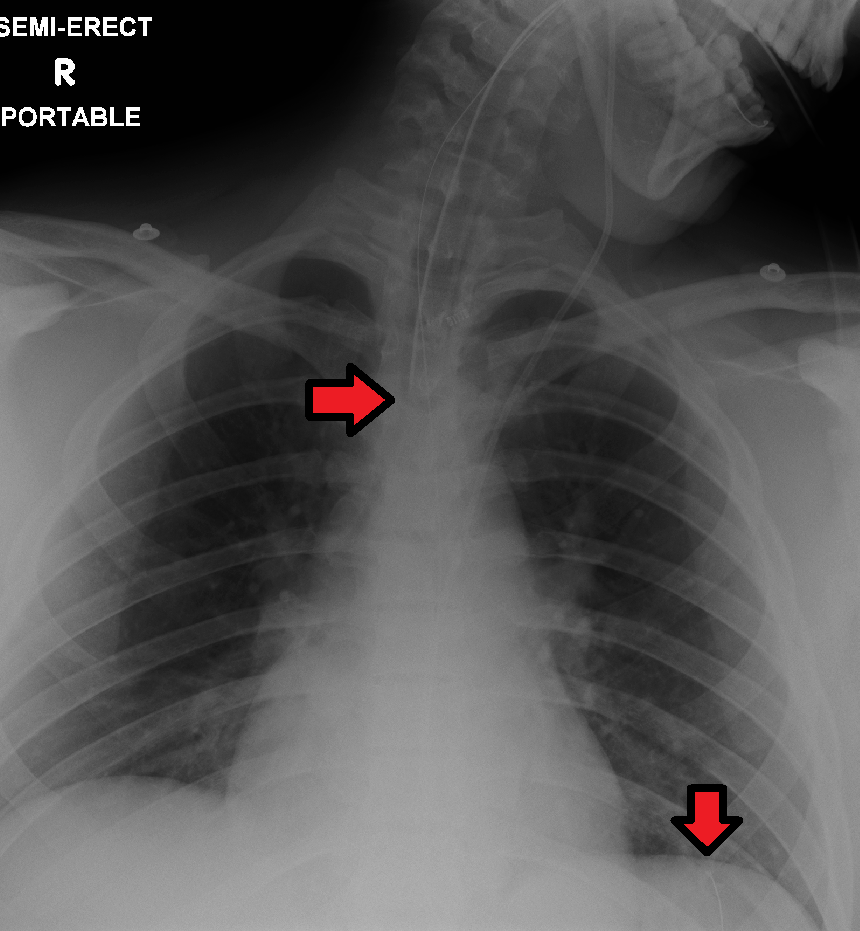
Ендотрахеальна трубка та назогастральний зонд, як видно на CXR. Обидва в хорошому положенні.

потім опустити приблизно на 3–5 см нижче мечоподібного відростка. Потім трубку позначають на цьому рівні, щоби бути переконаним, що трубка буде вставлена достатньо глибоко в шлунок хворого.  Багато доступних зондів у продажу для шлунку та дванадцятипалої кишки, мають кілька стандартних позначок глибини, наприклад, 46 см, 56 см, 66 см і 76 см від дистального кінця; трубки для годування немовлят часто мають позначення глибини 1 см. Кінець пластикової трубки змащують (можна використати місцевий анестетик, наприклад 2% ксилокаїновий гель; крім того, перед вставленням можна застосувати назальний вазоконстриктор та/або анестетичний спрей) і вводять в один із передніх відділів носа недужого. Введення мідазоламу в дозі 2,0 мг внутрішньовенно, значно зменшує стрес пацієнта. Трубка повинна бути спрямована безпосередньо до спини хворого, коли вона рухається крізь носову порожнину до горла. Коли трубка входить в ротоглотку і ковзає донизу задньою стінкою глотки, людина може блювотити; у такому разі недужого, якщо він прокинувся та зосереджений, просять удавати ковтання або йому дають трохи води, щоби ковтнути крізь соломинку, і трубку продовжують вставляти, поки пацієнт ковтає. Після того, як трубка пройшла повз глотку і ввійшла в стравохід, її легко ввести в шлунок. Потім трубку необхідно закріпити на місці, щоби запобігти її переміщенню.

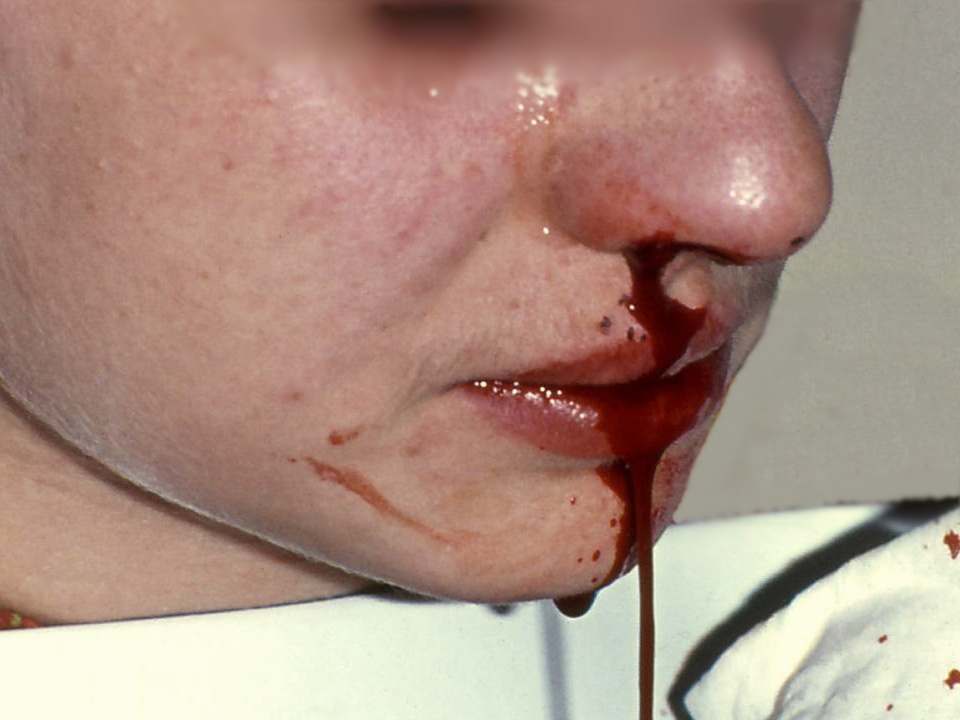
Одним із ускладнень під час назогастральної інтубації, може бути носова кровотеча.

Один із способів закріплення, це пристрій під назвою Applied Medical Technology або AMT, вуздечка. У цьому разі використовується магніт, який вставляється в обидві ніздрі, що з’єднується з носовою перегородкою, а потім витягується на один бік та зав’язується. Цей спосіб дозволяє медсестрам безпечно застосовувати вуздечки. Кілька досліджень довели, що використання носової вуздечки запобігає втраті місця розташування НГ, яке забезпечує необхідні поживні речовини або всмоктування. Дослідження, проведене у Великій Британії з 2014 по 2017 рік, показало, що 50% зондів для годування, закріплених скотчем, були втрачені ненавмисно. Використання вуздечки знизило відсоток втрачених НГ з 53% до 9%.
Необхідно дуже уважно стежити, щоб трубка не пройшла крізь гортань у трахею та вниз у бронхи. Правильну перевірку положення трубки, можна отримати за допомогою радіографії грудної клітки/черевної порожнини. Це найнадійніший засіб для забезпечення правильного розміщення трубки NG. Використання рентгенівського знімка грудної клітки для підтвердження положення є очікуваним стандартом, наприклад у Великобританії, з оглядом і підтвердженням лікаря.

## Протипоказання
Використання назогастральної інтубації протипоказане людям із переломами шиї й обличчя середнього та важкого ступеня, через підвищений ризик перекриття дихальних шляхів або неправильного розміщення трубки. За таких обставин під час введення, необхідна особлива увага, щоб уникнути надмірного ушкодження стравоходу. Існує також більший ризик для пацієнтів із порушеннями згортання крові, особливо з розширеними підслизовими венами нижньої третини стравоходу, відомими як варикозне розширення вен стравоходу, котрі можуть легко розірватися через їхню крихкість, а також з ГЕРХ (гастроезофагеальним рефлюксом). 